# ديفيد فارار
ديفيد فارار هو سياسي نيوزيلندي، ولد في 11 سبتمبر 1967. نشط حزبياً في الحزب الوطني في نيوزيلندا.